# Kreuzkirche (Roth)

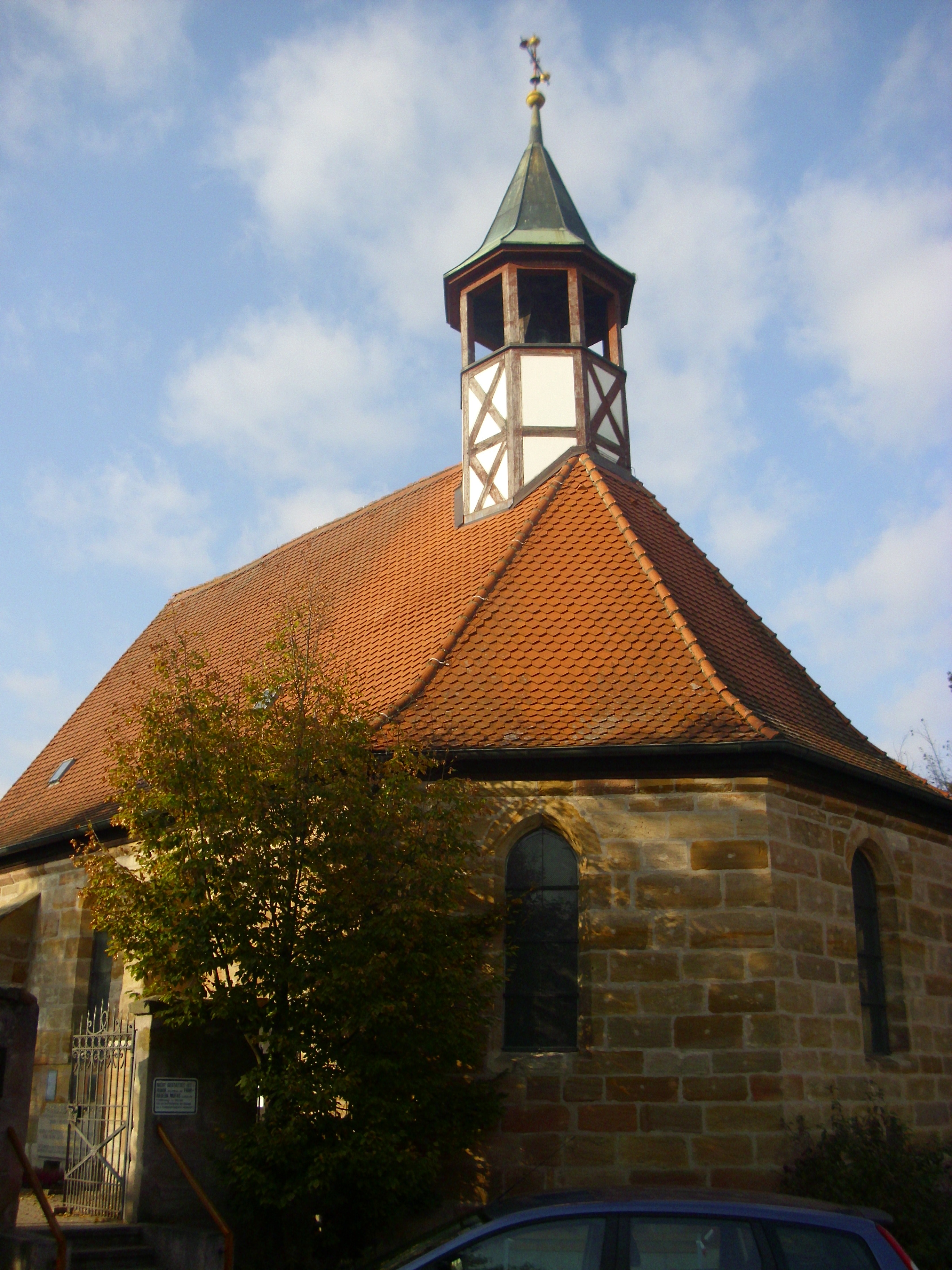
Kreuzkirche

Die Kreuzkirche Roth ist eine evangelisch-lutherische Kirche in der Stadt Roth.

## Geschichte
Die Kreuzkirche Roth wurde im Jahr 1625 gebaut, auf dem Friedhof, der seit 1533 existiert. Im Dreißigjährigen Krieg wurde die Kreuzkirche im Innenraum zerstört. Die Gottesdienste konnten erst 1657 wieder stattfinden. Im 18. Jahrhundert erfolgten zahlreiche Reparaturen und Erweiterungsarbeiten, denen im Jahr 1869 eine gründliche Sanierung folgte. Auch eine neue Orgel wurde während der Sanierung eingebaut.
1971/1972 folgte eine Generalsanierung und es wurde eine neue Orgel gebaut. Am 12. Juni 2011 musste die Kreuzkirche schließen, da der Turm wackelte, wenn die Glocke läutete, und es Schäden am Dachstuhl gab. Nach erfolgter Sanierung wurde die Kreuzkirche am 29. Juli 2012 wiedereröffnet.